# Photinus lineellus
Photinus lineellus är en skalbaggsart som beskrevs av Leconte 1852. Photinus lineellus ingår i släktet Photinus och familjen lysmaskar. Inga underarter finns listade i Catalogue of Life.